# Бугалагранде
Бугалагранде (исп. Bugalagrande) — город и муниципалитет на западе Колумбии, на территории департамента Валье-дель-Каука. Входит в состав Центрального субрегиона.

## История
Поселение, из которого позднее вырос город, было основано в 1662 году. Муниципалитет Бугалагранде был выделен в отдельную административную единицу в 1886 году.

## Географическое положение

Муниципалитет Бугалагранде

Город расположен в центральной части департамента, в предгорьях Центральной Кордильеры, на берегах реки Бугалагранде, к востоку от реки Каука, на расстоянии приблизительно 85 километров к северо-востоку от города Кали, административного центра департамента. Абсолютная высота — 948 метров над уровнем моря.
Муниципалитет Бугалагранде граничит на севере с территорией муниципалитета Сарсаль, на северо-западе — с муниципалитетом Боливар, на западе — с муниципалитетом Трухильо, на юго-западе — с муниципалитетом Андалусия, на юго-востоке — с муниципалитетом Тулуа, на северо-востоке — с муниципалитетом Севилья. Площадь муниципалитета составляет 374 км².

## Население
По данным Национального административного департамента статистики Колумбии, совокупная численность населения города и муниципалитета в 2015 году составляла 21 167 человек.
Динамика численности населения муниципалитета по годам:
| 2005   | 2006   | 2007   | 2008   | 2009   | 2010   | 2011   | 2012   | 2013   | 2014   | 2015   |
| ------ | ------ | ------ | ------ | ------ | ------ | ------ | ------ | ------ | ------ | ------ |
| 21 601 | 21 575 | 21 534 | 21 487 | 21 451 | 21 398 | 21 355 | 21 316 | 21 264 | 21 217 | 21 167 |

Согласно данным переписи 2005 года мужчины составляли 49,6 % от населения Бугалагранде, женщины — соответственно 50,4 %. В расовом отношении белые и метисы составляли 96,3 % от населения города; негры, мулаты и райсальцы — 3,4 %; индейцы — 0,3 %.
Уровень грамотности среди всего населения составлял 91,2 %.

## Экономика
56,6 % от общего числа городских и муниципальных предприятий составляют предприятия торговой сферы, 33,7 % — предприятия сферы обслуживания, 9,5 % — промышленные предприятия, 0,2 % — предприятия иных отраслей экономики.

## Транспорт
Через город проходит национальное шоссе № 25 (исп. Ruta Nacional 25).